# Какасхіді
Какасхіді (груз. კაკასხიდი) — село в Грузії.
За даними перепису населення 2014 року в селі проживає 13 особа.